# Pitsund
Pitsund är en by cirka tio kilometer söder om Piteå. Den ligger vid Pitsundet, sundet mellan Pitholmen och fastlandet söder därom som också utgör Piteälvens sista del vid utloppet i Bottenviken. Tidigare fanns en kort färjeled över sundet, men den har ersatts av Pitsundsbron, en klaffbro med 13,5 meter segelfri höjd. Bron används för trafik söderifrån till Piteås södra stadsdelar, men också till Pite havsbad som ligger strax norr om Pitsundet.
Vid brofästet till Pitsundsbron föll det senaste krigsskottet på svensk mark. Det skedde i augusti 1809. Sedan slöts fred med Ryssland.